# Dermatopontin
Dermatopontin là protein ở người được mã hóa bởi gen DPT.

## Chức năng
Dermatopontin là protein chất nền ngoại bào, khả năng có chức năng trong tương tác tế bào-chất nền và lắp ráp chất nền. Protein này được tìm thấy trong nhiều mô khác nhau và nhiều gốc tyrosine của nó bị sulfat hóa. Dermatopontin được giả định có chức năng thay đổi tập tính của TGF beta thông qua tương tác với decorin.